# Leptotaenia foliosa
Leptotaenia foliosa là một loài thực vật có hoa trong họ Hoa tán. Loài này được (Hook.) J.M. Coult. & Rose mô tả khoa học đầu tiên năm 1900.